# IC 3374
IC 3374 је спирална галаксија у сазвјежђу Дјевица која се налази на листи објеката дубоког неба у Индекс каталогу.
Деклинација објекта је + 10° 0' 14" а ректасцензија 12h 27m 33,4s. Привидна величина (магнитуда) објекта IC 3374 износи 14,5 а фотографска магнитуда 15,3. IC 3374 је још познат и под ознакама CGCG 70-95, VCC 1021, PGC 40876.